# Георги Георгиев (генерал)
Вижте пояснителната страница за други личности с името Георги Георгиев.
Георги Танев Георгиев е български офицер, генерал-майор.

## Биография
Роден е на 27 май 1953 г. в Гълъбово. През 1972 г. завършва средното си образование в Техникума по строителство в Стара Загора. През 1976 г. завършва Висшето народно военно училище във Велико Търново със специалност „Инженер по пътно строителство и мостове“. През 1985 г. завършва Военната академия в София, а през 1988 г. завършва магистратура по „Стратегическо ръководство на отбраната и въоръжените сили“. Служи като дивизионен инженер в щаба на 17-а мотострелкова дивизия. Между 1976 и 1980 г. е командир на взвод и рота в 17-и дивизионен инженерно-сапьорен батальон в Кърджали. От 1980 до 1994 г. е последователно командир на рота и батальон в 49-и армейски инженерен полк в Пещера. Бил е старши помощник-началник и началник на отдел „Оперативна бойна подготовка и разузнаване“, както и началник на отдел „Оперативна бойна подготовка и разузнаване“ (1987 – 1994). По-късно е началник-щаб на „Инженерни войски“ в Командването на Сухопътните войски и заместник-началник на управление „Инженерни войски“ в Главния щаб на Сухопътните войски. Бил е командир на Учебна база „Христо Ботев“, командир на 55-а инженерно-сапьорна бригада в Белене (1998 – 2002). На 6 юни 2002 г. е назначен за началник на Централния учебен център за подготовка на младши командири и новобранци „Хр. Ботев“ и удостоен с висше военно звание бригаден генерал.
На 3 май 2004 г. е освободен от длъжността началник на Централния учебен център за подготовка на младши командири и новобранци „Христо Ботев“ и назначен за началник на Националния военен университет „Васил Левски“, като на 4 май 2005 г. и на 25 април 2006 г. е преназначен на тази длъжност, последното считано от 1 юни 2006 г. На 21 април 2008 г. е освободен от длъжността началник на Националния военен университет „Васил Левски“, назначен за началник на Военната академия „Г. С. Раковски“ и удостоен с висше офицерско звание генерал-майор, считано от 1 юни 2008 г. На 1 юли 2009 г. е назначен за временно изпълняващ длъжността началник на Военна академия „Г. С. Раковски“ за срок една година. На 3 май 2010 г. е назначен за началник на Военната академия „Г. С. Раковски“. От 1 юни 2008 до 27 май 2011 г. е началник на Военната академия в София. Награждаван е с награден знак „За вярна служба под знамената“ ІІ степен. На 28 април 2011 г. генерал-майор Георги Георгиев е освободен от длъжността началник на Военната академия „Г. С. Раковски“ и от военна служба, считано от 27 май 2011 г.

## Образование
- Висшето народно военно училище (до 1976 г.)
- Военна академия „Г.С.Раковски“ (до 1985 г.)

## Военни звания
- Бригаден генерал (6 юни 2002)
- Генерал-майор (1 юни 2008)